# Edward Carpenter
Edward Carpenter, född 29 augusti 1844 i Hove, East Sussex, död 28 juni 1929 i Guildford, Surrey, var en brittisk författare och skald.
Carpenter avbröt tidigt en lovande akademisk bana och ägnade sig åt folkbildningsarbete. I tal och skrift har han sedan verkat för anarkistiskt-demokratiska idéer, grundade på en mystiskt betonad livsuppfattning. Bland hans arbeten märks den delvis på vers, delvis på lyrisk prosa författade Towards democracy (1883–1902), Love's coming of age (1896, svensk översättning Kärlekens myndighetsförklaring 1905), samt självbiografin My days and dreams (1916). Edward var homosexuell och levde ihop med sin man George Merrill samt skrev i boken The Intermediate Sex om Uranians (homosexuella).
Han var nära vän med Walt Whitman och Rabindranath Tagore. Han påverkade inriktningen på D.H. Lawrences författarskap.